# Palazzo Carafa di Belvedere

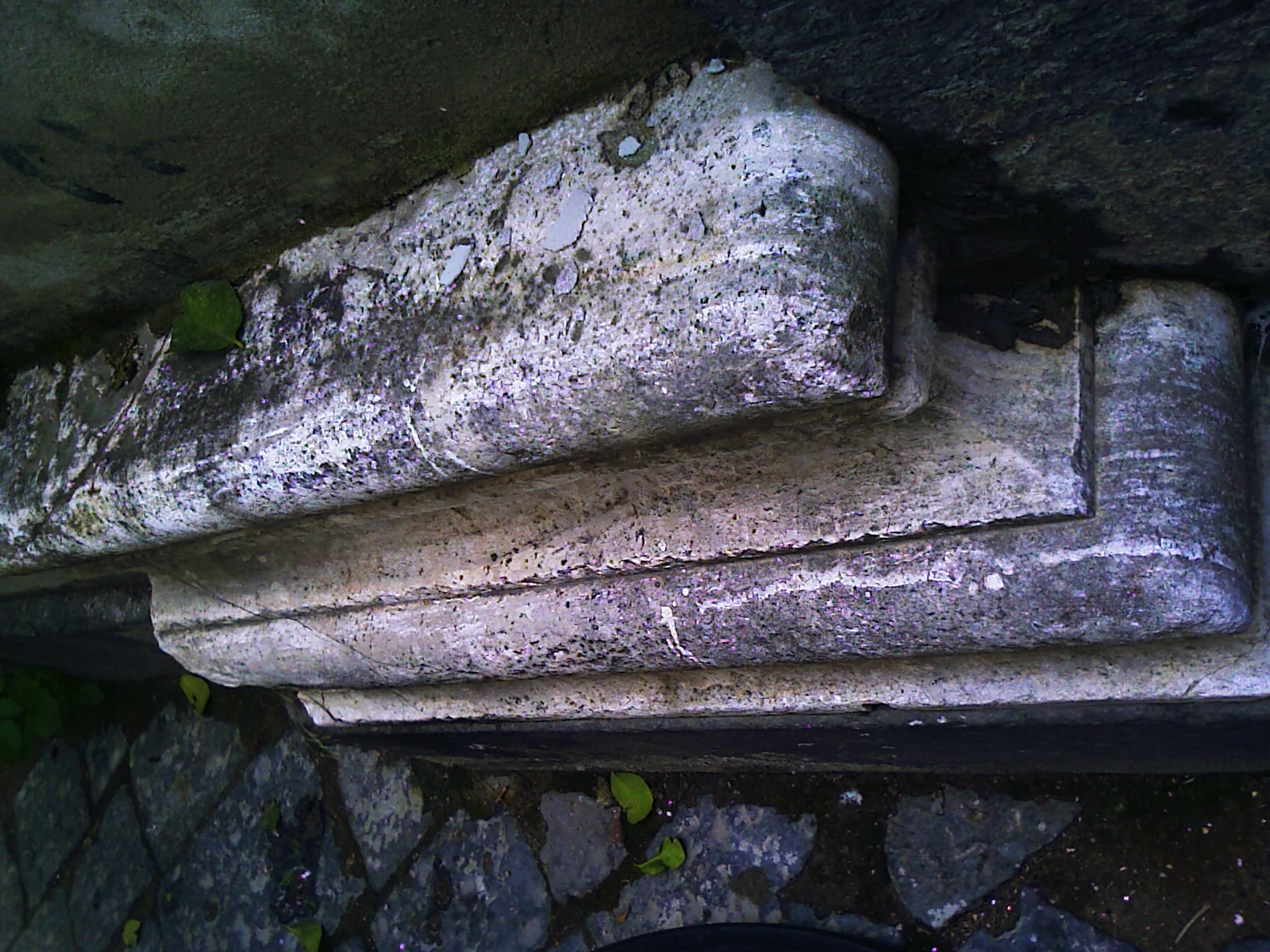
Detail an den Fundamenten des Palazzo Carafa di Belvedere in Neapel

Der Palazzo Carafa di Belvedere war ein Palast aus dem 16. Jahrhundert im Viertel San Giuseppe von Neapel in der italienischen Region Kampanien. Er lag am Via Pallonetto di Santa Chiara, 28.

## Geschichte
Den Palast ließ die Familie Carafa di Belvedere im 16. Jahrhundert erbauen, aber er wurde damals unter dieser Familie nicht fertiggestellt. Denn Prinz Carlo Carafa heiratete Elisabetta, die Tochter von Ferdinando van den Eynde, 1. Markgraf von Castelnuovo, und zur Mitgift gehörte die Villa in der Via Belvedere al Vomero, in der die Königin Maria Carolina, die Gattin von König Ferdinand I., 1768 zu Gast war.
1830 kaufte der Kavalier Don Giuseppe Sorge den Palast. Er wollte ihn auf eigene Kosten fertigstellen lassen, damit er die Ehe mit Donna Rosa Bisaccia de' Pignatelli schließen konnte. Am 16. April 1836 wurde dort Enrico geboren, der männliche Erstgeborene der Familie Sorge, der später Donna Carmela Forgiero de’ Caracciolo heirateten und in einem anderen Palazzo Sorge an der Strada Santa Teresa wohnen, die zur Reggia di Capodimonte führte und heute noch führt.
Bei den Bombardements im Zweiten Weltkrieg wurde das Gebäude schwer beschädigt (Die Bewohner wurden nach Ariano Irpino vertrieben, wo sie zu Tode kamen, weil sie als Zivilisten von Flugzeugen abgeschossen wurden.) und die Ruinen blieben bis 1975 stehen; dann wurde auf dem Grundstück ein Parkplatz errichtet. Bei der Trümmerbeseitigung wurden viele Fundstücke gestohlen, darunter die steinernen Löwen mit bourbonischer Lilie, die an den Seiten des Eingangsportals standen.
Die Renaissancearchitektur ist nur im Keller an den Außenmauern und teilweise im Innenhof erhalten, während man von außen die Reste der Fundamente der Lisenen mit ihren Fugen aus Mauerziegeln sehen kann, sowie einige Dekorationsstücke in Piperno.